# Agafangel (Solovjov)
Agafangel (světským jménem: Alexej Fjodorovič Solovjov; 20. února 1812, Iljinskoje – 20. března 1876, Žytomyr) byl ruský duchovní Ruské pravoslavné církve a arcibiskup volyňský a žytomyrský.

## Život
Narodil se 20. února 1812 ve vesnici Iljinskoje Šujského ujezdu.
Dne 23. června 1835 byl postřižen na monacha se jménem Agafangel.
Roku 1836 dokončil Vladimirský duchovní seminář a poté Moskevskou duchovní akademiI. Dne 20. června 1836 byl rukopoložen na jeromonacha.
Dne 8. října 1838 se stal knihovníkem a od roku 1841 byl duchovním Trojickosergijevské lávry.
Dne 28. února 1842 byl jmenován inspektorem Moskevské duchovní akademie a od 23. března zde přednášel morální teologii. V září téhož roku byl ustanoven rektorem Charkovského duchovního semináře. Dne 22. října byl povýšen na archimandritu. Od roku 1845 působil jako rektor Kostromského duchovního semináře.
Dne 20. ledna 1854 se stal rektorem Kazaňské duchovní akademie.
Dne 4. března 1857 jej Nejsvětější synod zvolil biskupem revelským a vikářem petrohradské eparchie. Dne 31. března proběhla jeho biskupská chirotonie.
Od 6. února 1860 spravoval vjatskou katedru a od 17. července 1866 volyňskou katedru.
Dne 31. března 1868 byl povýšen na arcibiskupa.
Byl odborníkem na hebrejštinu. Je známo že hájil neomezenou moc biskupa nad podřízeným duchovenstvem. Nepřipouštěl vliv židovství a všemožně se proti němu postavil v jím spravovaných eparchiích.
Zemřel 20. března 1876 v Žytomyru.